# Tradition apostolique
Le présent article traite d'un livre du IIIe siècle. Pour la Tradition dans le christianisme, voir Tradition (christianisme) et Dépôt de la foi. Pour la transmission de cette Tradition par les apôtres et leurs successeurs, voir Succession apostolique.
La Tradition apostolique ou la Diataxeis des saints Apôtres (en grec Diataxeis tôn hagiôn apostolôn) est un traité chrétien du début du IIIe siècle qui témoigne de la formation d'un droit canonique dans le christianisme ancien. Présentant les règles concernant les clercs et les laïcs, ainsi que les pratiques religieuses de son temps, il a longtemps été attribué à Hippolyte de Rome, une attribution  désormais sujette à caution.

## Présentation

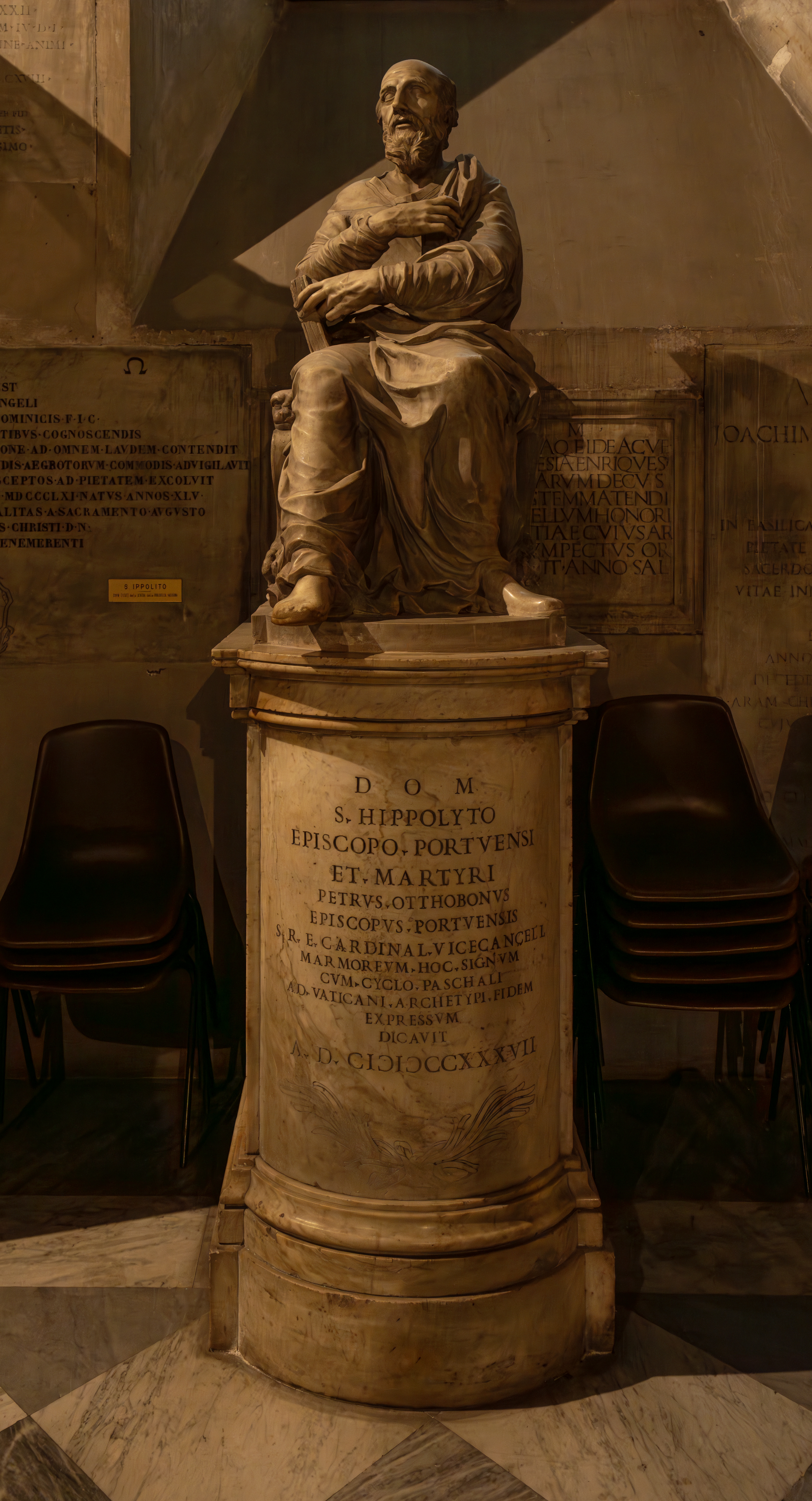
Sur le dos de cette statue du IIIe siècle, qui fut découverte par Pirro Ligorio en 1551, se trouvent plusieurs titres d'œuvres d'Hippolyte de Rome y compris Tradition apostolique. La statue se conserve actuellement à la Bibliothèque apostolique vaticane,.

Dans les premières années du IIIe siècle, vraisemblablement vers 215, Hippolyte de Rome a publié un ouvrage traitant de la « tradition apostolique ». Ce traité présente les règles concernant les clercs et les laïcs, ainsi que les pratiques religieuses de son temps. Il s'agit d'un témoignage historique précieux. Une version de ce manuel fait encore autorité à l'heure actuelle en Éthiopie.
La Tradition apostolique fait partie des collections canonico-liturgiques (avec la Didachè par exemple) qui contribuent à la formation d'un droit canonique à la fin de l'Antiquité.
Ce traité est le témoignage le plus ancien pour l'introduction de la Préface, Sursum corda.

## Extrait
« 1. Prologue. […] Mus par la charité envers tous les saints, nous sommes arrivés à l'essentiel de la tradition qui convient aux Églises, afin que ceux qui sont bien instruits gardent la tradition qui a subsisté jusqu'à présent, suivant l'exposition que nous en faisons et que, en prenant connaissance, ils soient affermis — à cause de la chute ou de l'erreur qui s'est produite récemment par ignorance et des ignorants — l'Esprit Saint conférant à ceux qui ont une foi droite la grâce parfaite, afin qu'ils sachent comment doivent enseigner et garder toutes ces choses ceux qui sont à la tête de l'Église. — 2. Des évêques. Qu'on ordonne comme évêque celui qui a été choisi par tout le peuple, qui est irréprochable. Lorsqu'on aura prononcé son nom et qu'il aura été agréé, le peuple se rassemblera avec le presbyterium et les évêques qui sont présents, le jour du dimanche. Du consentement de tous, que ceux-ci lui imposent les mains, et que le presbyterium se tienne sans rien faire. Que tous gardent le silence priant dans leur cœur pour la descente de l'Esprit. Après quoi, que l'un des évêques présents, à la demande de tous, en imposant la main à celui qui est fait évêque, prie en disant : — 3 (Suit la prière du sacre) — 4. De l'oblation. Quand il a été fait évêque, que tous lui offrent le baiser de paix, le saluant parce qu'il st devenu digne. Que les diacres lui présentent l'oblation et que lui, en imposant les mains sur elle avec tout le presbyterium, dise en rendant grâce : le Seigneur soit avec vous. Et que tous disent : et avec votre Esprit. Élevons notre cœur. Nous le tournons vers le Seigneur, etc. »

— Hippolyte de Rome

### Éditions commentées
- (en) Paul F. Bradshaw, Maxwell E. Johnson et L. Edward Phillips, The Apostolic Tradition : A Commentary, Minneapolis, Fortress Press, 2002 (ISBN 978-0-8006-6046-8)
- Bernard Botte (de), La Tradition Apostolique de Saint Hippolyte : Essai de reconstruction, Münster, Aschendorff, coll. « Liturgiegeschichtliche Quellen und Forschungen » (no 39), 1989 (1re éd. 1966), 112 p. (présentation en ligne)
- Jean Magne, Tradition apostolique sur les charismes et diataxeis des saints apôtres : Identification des documents et analyse du rituel des ordinations, Magne, 1975 (ISBN 978-2-901890-02-7)
- Jean-Michel Hanssens s.j., La liturgie d'Hippolyte : Documents et études, Rome, Libreria Editrice dell'Università Gregoriana, 1970 (ISBN 978-88-7652-317-5)

### Recherche
- (en) Paul Bradshaw, chap. I « Conclusions Shaping Evidence : An Examination of the Scholarship Surrounding the Supposed Apostolic Tradition of Hippolytus », dans Paul van Geest, Marcel Poorthuis et Els Rose, Sanctifying Texts, Transforming Rituals : Encounters in Liturgical Studies, Leiden, BRILL, 2017 (ISBN 978-90-04-34708-3), p. 13-30
- Matthieu Smyth, « L’anaphore de la prétendue « tradition apostolique » et la prière eucharistique romaine », Revue des sciences religieuses, nos 81/1,‎ 1er janvier 2007, p. 95–118 (ISSN 0035-2217, DOI 10.4000/rsr.2128, lire en ligne, consulté le 25 novembre 2021)
- Claudio Moreschini et Enrico Norelli, Histoire de la littérature chrétienne antique grecque et latine, Labor et Fides, 2000 (ISBN 978-2-8309-0942-5), p. 164-166, 269-295
- Alexandre Faivre, Ordonner la fraternité : Pouvoir d'innover et retour à l'ordre dans l'Église ancienne, Cerf, 1992 (ISBN 978-2-204-04469-1)